# Tarif forfaitaire de responsabilité
Pour les articles homonymes, voir TFR.
Le tarif forfaitaire de responsabilité (TFR) est un tarif de référence fixé par l'assurance maladie en France. Il correspond au tarif du médicament générique au prix le plus bas. Il est destiné à prendre en charge, sur la base d'un tarif unique, des produits équivalents en termes d'efficacité (médicaments génériques et médicaments d'origine).

Il a été institué par la loi de financement de la sécurité sociale pour 2003,, et concerne début 2010 environ 850 produits (sur environ 1 850 produits remboursables). Il concerne aujourd'hui environ 3 900 spécialités (sur un peu plus de 16 300 spécialités remboursables).
La mise en place du TFR s'inscrit dans la politique de médicament générique, afin de réduire les dépenses publiques de santé.

## Source
http://www.ameli.fr/assures/soins-et-remboursements/combien-serez-vous-rembourse/medicaments-et-vaccins/remboursement-des-medicaments-et-tiers-payant/quels-remboursements-pour-vos-medicaments_charente.php?&page=1
https://www.ameli.fr/assure/remboursements/rembourse/medicaments-vaccins-dispositifs-medicaux/remboursement-medicaments-tiers-payant